# Claudiu Nicu Răducanu
Claudiu Nicu Răducanu (Craiova, 3 de desembre de 1976) és un antic futbolista romanès, que ocupava la posició de davanter. Ha estat internacional amb la selecció romanesa en dues ocasions.
Raducanu va destacar sobretot a la seua etapa a l'Steaua Bucarest, on va arribar a ser el màxim golejador del campionat romanès el 2003. Posteriorment va militar a equips de les lligues espanyola, alemanya o italiana, sense massa reeixida. També ha jugat a Xipre, a l'Azerbaidjan i a la Xina, entre d'altres.
A inicis de la temporada 2009-10 va jugar amb la UE Poble Sec, marcant sis gols en set partits, fita que li va permetre fitxar per un club de superior categoria, el CF Gavà.